# Adolph Bernhard Boyé
Adolph Bernhard Boyé (* 1803 in Ottweiler; † 29. März 1862 in Zweibrücken) war ein pfälzischer Jurist und von 1849 bis 1861 bayerischer Landtagsabgeordneter.

## Leben
Boyé studierte Rechtswissenschaften und war von 1843 bis 1859 Bezirksrichter am  Bezirksgericht Frankenthal. Er wechselte dann zum Appellationsgericht Zweibrücken. Boyé starb am 29. März 1862 als Appellationsgerichtsrat.
Boyé war katholisch, seine Mutter eine geborene Rebenack.

## Politik
Boyé wurde 1848 in Frankenthal zum ersten Ersatzkandidaten für die Frankfurter Nationalversammlung gewählt. Abgeordneter wurde Carl Alexander Spatz. Im folgenden Jahr wurde Boyé mit dem zweiten Ersatzkandidaten Philipp Heintz der erste Frankenthaler Vertreter im Wahlbezirk Speyer-Frankenthal in der Kammer der Abgeordneten des Bayerischen Landtags. Dieser wurde am 7. Dezember 1848 zum ersten Mal nach neuem Wahlrecht gewählt und trat am 15. Januar 1849 zusammen. Boyé war dort Mitglied des I. Ausschuss für die Gesetzgebung. Die 19 Abgeordneten aus der Rheinpfalz galten dort als Vertreter der „radikalen Linken“. Nach dem gescheiterten Pfälzischen Aufstand wurde der 13. Bayerische Landtag am 10. Juni 1849 durch König Maximilian II. aufgelöst.
Boyé wurde erneut im Herbst 1849 in den 14. Landtag gewählt. Sechs Jahre später trat er zur Wahl im Wahlbezirk Kaiserslautern-Kirchheimbolanden an, den er bis zum 20. Landtag im Jahr 1861 vertrat (seit 1858 Kirchheimbolanden). Im Landtag brachte er einen Gesetzentwurf zu Abänderungen des in der Pfalz geltenden Strafgesetzbuchs und der Strafprozeßordnung ein. Diese Gesetze aus den Jahren 1810 und 1808 waren seit 1813 nicht mehr modernisiert worden.
Im Landtag gehörte Boyé folgenden Ausschüssen an: Dem Ausschuss für die Gegenstände der Gesetzgebung (1849–1855, 1858–1861), dem Ausschuss zur Beratung über den Entwurf der allgemeinen deutschen Wechselordnung (1849–1850), dem Ausschuss zur Behandlung des von dem Herrn Abgeordneten Boyé beantragten Gesetzentwurfes: „Einige Abänderungen in dem in der Pfalz geltenden Strafgesetzbuche und in der Strafprozeßordnung betr.“ sowie dem Ausschuss zur Beratung des vorgelegten Gesetzentwurfes „über Verbrechen und Vergehen“ (1851–1852), dem Ausschuss zur Bearbeitung der Gesetzentwürfe: 1) Zust. u. Verfahren bei Untersuchung/Aburteilung der durch die Presse begangenen Verbrechen/Vergehen, 2) einige Abänderungen und Ergänzungen der gesetzlichen Bestimmungen über die Presse und 3) die Taggebühren und Reisekostenvergütung der Mitglieder der Kammer der Abgeordneten (1852), dem ständigen Ausschuss zur Beratung der Entwürfe des Gesetzbuches über Verbrechen und Vergehen und des Polizeistrafgesetzbuches (1856–1858) und dem Ausschuss zur Beratung des vom Abg. Dr. Völk gestellten Antrags „Die Stellung Bayerns zur Verfassungsangelegenheit des Kurfürstenthums Hessen“ (1861).